# Petra Horneber
Petra Horneber (ur. 21 kwietnia 1965 w Floß) – niemiecka strzelczyni sportowa specjalizująca się w strzelaniu z karabinu, wicemistrzyni olimpijska z Atlanty, uczestniczka letnich igrzysk olimpijskich w Sydney, pięciokrotna mistrzyni świata.

## Życiorys
Niemka zaczęła uprawiać sport w 1980 roku. Jest praworęczna, mierzy z broni prawym okiem.

## Przebieg kariery
W 1987 zadebiutowała na arenie międzynarodowej, biorąc udział w zawodach Pucharu Świata w Suhl. Konkurs Pucharu Świata ukończyła na 8. pozycji.
W 1994 roku uczestniczyła w mistrzostwach świata, na których indywidualnie wywalczyła złoty medal w konkurencji karabinu 50 m w pozycji leżącej, dzięki wynikowi 596 punktów. W konkurencji karabin pneumatyczny 10 m uplasowała się na 8. pozycji, natomiast w konkurencji karabin 50 m w trzech pozycjach zajęła 7. pozycję. Niemka drużynowo zaś wywalczyła złote medale w konkurencjach karabin pneumatyczny 10 m oraz karabin małokalibrowy 50 m w trzech pozycjach. Rok później zadebiutowała na mistrzostwach Europy, podczas tych zmagań Niemka nie zdobyła żadnego krążka.
W 1996 na letnich igrzyskach olimpijskich rozegranych w Atlancie wywalczyła srebrny medal w konkurencji karabin pneumatyczny 10 m, uzyskując wynik 397 + 100,4 punktów. Również na tych igrzyskach, strzelczyni startowała w konkurencji karabin małokalibrowy 50 m w trzech pozycjach, ale z wynikiem 579 punktów zajęła dopiero 9. pozycję. W tym samym roku stała się wicemistrzynią Europy w konkurencji karabin pneumatyczny 10 m.
W 1998 wywalczyła w drużynie złoty medal mistrzostw świata w konkurencji kar. pneumatyczny 10 m.
Drugi i ostatni występ Niemki na letnich igrzyskach olimpijskich miał miejsce w Sydney. Startowała ona w tych samych konkurencjach, co cztery lata wcześniej – w konkurencji karabin pneumatyczny 10 m zajęła 9. pozycję z rezultatem 393 punktów, natomiast w konkurencji karabin małokalibrowy 50 m w trzech pozycjach uplasowała się na 17. pozycji z rezultatem 575 punktów. W 2000 roku zdobyła dodatkowo brązowy medal mistrzostw Europy w konkurencji strzelania z karabinu pneumatycznego z dystansu 10 metrów.
W 2002 zdobyła drugi indywidualny tytuł mistrzyni świata, tym razem w konkurencji strzelania z karabinu z dystansu 50 metrów w trzech różnych pozycjach, rozegranej w ramach mistrzostw w Lahti. Oprócz złotego medalu Horneber wywalczyła drużynowo srebro w karabinie małokalibrowym 50 m w trzech pozycjach oraz drużynowo brąz w konkurencji strzelania z karabinu małokalibrowego z 50 m w pozycji leżącej.